# ザ・キュアー
ザ・キュアー（The Cure）は、1978年に結成されたイングランド・クローリー出身のロックバンド。

## 歴史
1978年、前身バンドとなるイージー・キュアーを母体として、ロバート・スミス、マイケル・デンプシー、ローレンス・トルハーストのスリーピース・バンドを結成。翌1979年にシングル『Killing An Arab』でフィクション・レコードよりデビュー。

### 第1期 (1978年-1979年)
ポストパンク期にリリースされたデビュー・アルバム『スリー・イマジナリー・ボーイズ』は、シンプルながらもクールで捻くれたギターサウンドが特徴的で、記号化されたスリーヴ・デザインと相まって、すでに独自の世界観を築き上げていた。また、ロバートはスージー・アンド・ザ・バンシーズの全英ツアーのサポート・ギタリストとしてステージに上がったりもした。

### 第2期 (1980年-1982年)
この時期のキュアーは、無駄な音を排除した、研ぎ澄まされたサウンドを追求していた。
マイケルに代わり、サイモン・ギャラップとマシュー・ハートリーの2人を加えて作られた2作目のアルバム『セブンティーン・セコンズ』は、前作にもあったミニマル要素を発展させた内容で、初めて全英トップ20入りした「A Forest」やライヴでのファンの合唱でお馴染みの「Play For Today」が収録されている。
続いて制作された３作目アルバム『フェイス (信仰)』の、タイトル曲はロバートの宗教観を歌ったものであるという。
だが、サウンドと同様にバンド内の緊張感も次第に強まって行き、それは4作目のアルバム『ポルノグラフィー』で爆発する。ロバートの死に対するオブセッションと行き場のない怒りを反映した本作にて、リズムマシンとシンセサイザーを大胆に導入し、ヘヴィーでダークな極彩色のサイケデリック・サウンドへと変貌を遂げた。そして極度の緊張の中で制作されたためにメンバー間の仲は最悪なものとなり、ツアー中にロバートとサイモンは大喧嘩をして、サイモンはバンドを去り、ロバートは活動の休止を決意した。
日本でのデビュー作はこの『ポルノグラフィー』であり、各楽曲に付けられた奇抜な邦題は当時のキュアーのパブリック・イメージを物語っている。

### 第3期 (1983年-1984年)
この時期、ロバートはスージー・アンド・ザ・バンシーズとキュアーの活動を掛け持ちしており、度々解散をちらつかせていたが、結局キュアーをとった。
スージー・アンド・ザ・バンシーズでは、ロバートはパーマネントなギタリストとしてアルバム(『ハイエナ (Hyaena)』)やツアーへの参加を行っている（1983年のバンシーズの来日公演にも参加）。また、バンシーズのベーシスト・スティーヴ・セヴェリンとのプロジェクトザ・グローヴの活動も並行して行い、アルバム『ブルー・サンシャイン (Blue Sunshine)』が制作された。
一方キュアーでは、フィクション・レコードのオーナー、クリス・パリーの勧めにより制作されたファンタジー三部作と呼ばれるシングル（「Let's Go To Bed」「The Walk」「The Lovecats」）がスマッシュ・ヒットし、日本発の企画盤『日本人の囁き』が作られたりもした。この三部作は、ロバートを『ポルノグラフィー』の悪夢から解放するのに貢献する。
このハードなスケジュールにより体調を崩したロバートは、キュアーとバンシーズのどちらを取るかの選択に迫られたが、結局キュアーを選ぶことになる。そして旧友ポール・トンプソン、ドラマーのアンディ・アンダーソン、『ポルノグラフィー』のエンジニアだったフィル・ソーナリーを新メンバーとして迎え、キュアーの本格的な活動を宣言した。
アルバム『ザ・トップ』リリース後の1984年10月には、中野サンプラザと大阪サンケイホールにて初来日公演（計3回公演）が行われている。

### 第4期 (1985年-1989年)
フィルの代わりにサイモンが復帰、またアンディの代わりとしてボリス・ウィリアムスが参加したこの面子で制作されたアルバム『ザ・ヘッド・オン・ザ・ドアー』は、新生キュアーの躍動感と充実感がある力作で、バンドの世界進出の足がかりとなる。
さらに続いてリリースされたアルバム『キス・ミー、キス・ミー、キス・ミー』は、キュアーというバンドが持つ魅力と可能性を凝縮したバラエティーあふれる内容で、世界中で熱狂的なヒットを記録、キュアーを英国のカルト・バンドから世界的なロック・バンドへと推し進めることになった。今作のツアーでは、アルコール中毒で演奏力に問題を抱えるロルに代わるキーボード奏者としてロジャー・オドネルが参加、ロバート、ポール、サイモン、ボリス、ロジャーというキュアーの黄金期のラインナップがここに勢ぞろいする。
さらに、この時期に二度目の来日を果たしている。しかし公演はなく、いくつかのTV番組に出演するに止まった。
そして誰もが、今後のキュアーはこの路線を突き進んでゆくものと思っていたが、ロバートの出した回答は全く逆のものであった。アルバム『ディスインテグレーション』は原点回帰ともいえる、かつてのキュアーを彷彿とさせるような陰鬱とした内容で、いわゆる商業的路線からは逸脱していた。うろたえたレコード会社はロバートに再考を迫り、再三に渡り勧告をしたがロバートはそれを無視してリリースを強行した。ところが、レコード会社の心配をよそに『ディスインテグレーション』は全世界で300万枚を売り上げる大ヒットを記録、特にアメリカ大陸での人気が爆発し、キュアーをスタジアム級のモンスターバンドへと昇華させることとなった。
しかし、長期に渡るツアーはメンバーを疲弊させ、ロバートはツアー最終日・ロンドンのウェンブリー・アリーナで解散を匂わせる発言をした。

### 第5期 (1990年-1993年)
誰もがキュアーは終わったと思っていたが、ロバートは何事もなかったようにキュアーの活動を再開させる。ギター・ローディ出身のペリー・バモンテを新たに加え、初心に帰るべくライブハウス・ツアーを精力的に行ったことが新たな意欲を呼び覚ますなど、バンドに好影響をもたらした。シーンもキュアーを温かく迎え入れ、1990年にはブリット・アワードの「Best British Music Video」に「Lullaby」が選ばれ、翌1991年にはMTVアンプラグドに出演、さらにブリット・アワードの「Best British Group」に選出される。そして満を持してリリースされたアルバム『ウィッシュ』は全英1位、全米2位を記録する大ヒットになり、キュアーは名実共に世界的なトップ・バンドとなる。

### 第6期 (1994年-2000年)
ポールとボリスが脱退し、黄金期は終焉を迎える。ロジャー・オドネルを復帰させ、ジェイソン・クーパーをオーディションを経て加入させるが、かつてのバンドらしさはなく、ロバートのワンマン的な印象は否めなくなる。この面子での初アルバム『ワイルド・ムード・スウィングス』が商業的に失敗すると、ロバートは徐々にキュアーに対する意欲を失って行き、次のアルバム『ブラッドフラワーズ』リリース時には公式に解散を宣言。レコード会社もラスト・アルバムとして売り出すが、その完成度の高さと売り上げ好調に気を良くしたロバートは、キュアーというバンドの可能性を再認識し、解散宣言をメディアのせいにして無かったことにした。また、度々来日を示唆する発言を行うが、実現することは無かった。

### 第7期 (2001年-2004年)
これまでの活動の集大成ともいえる、暗黒三部作（『ポルノグラフィー』『ディスインテグレーション』『ブラッドフラワーズ』）を全曲収録したライブDVD『トリロジー・ライヴ』をリリースして長年来の『ポルノグラフィー』期の悪夢と折り合いをつけたロバートは、いよいよ念願のソロ活動を行おうとしていたが、スリップノットやコーンで高名なプロデューサーであるロス・ロビンソンに説得され、通算12作目のアルバムの制作を決意。こうして完成したアルバムは結成26年目にして初のセルフタイトルが冠されたが、皮肉にもこれが10年続いた史上最長ラインナップの最後のアルバムとなった。また、この頃から若いバンドたちからのリスペクトが相次ぎ、ロバートは多くのコラボレーション作品に積極的に参加するようになる。

### 第8期 (2005年-2009年)
アルバム『ザ・キュアー』にて精神的な若返りを果たしたロバートは、バンド内に変革を起こすために10年在籍したロジャーとペリーを脱退させ、ポールを再加入させた。10年振りに4人組となったキュアーは世界各地を回りながら、13枚目となるアルバムのレコーディングを断続的に続けていた。また、ツアーの一環で1984年以来23年ぶりに来日を果たし、フジロックフェスティバル2007にて堂々たるパフォーマンスを披露。2008年5月からは13作目のオリジナル・アルバムにちなみ、4ヶ月連続で毎月13日にEPをリリース。さらに9月には、フォロアーたちによるリミックスEPをリリースした。そして10月に満を持して4年ぶりとなるアルバム『4:13 ドリーム』を発表。

### 第9期 (2010年-)
2011年、バンドは『フェイス (信仰)』リリース20周年を記念して、デビュー・アルバム『スリー・イマジナリー・ボーイズ』、セカンド・アルバム『セブンティーン・セコンズ』を加えた初期3作の収録曲を全曲演奏する「The Cure "Reflections"」公演をシドニーで実施。この企画にはギターのポールが不参加ながら、ロジャーとロルというかつて在籍した新旧のキーボード・メンバーが同時出演してバンドとの久しぶりの共演を果たした。同年9月ワイト島で行われたロック・フェス「ベスティヴァル」でのヘッドライナー公演を経て、11月には、ロジャーが正式メンバーとしてバンドに再々加入することが発表され、5年ぶりにキーボード奏者がバンド内に復帰。これと入れ替わる形で、ポール・トンプソンは再脱退となった。
2012年にはデヴィッド・ボウイのティン・マシーンのメンバーであり、「Wrong Number」でコラボレーションしたギタリストのリーヴス・ガブレルスを新たなメンバーに加えて、バンドは5人体制となった。以降はライブ活動を活発化させており、レディング&リーズやロスキルド、ロラパルーザといった世界中の巨大フェスでのヘッドライナーを歴任しながら、精力的なワールド・ツアーを展開、2013年と2019年にはフジロックフェステバルにおいてヘッドライナーを務めている。
2019年には、ロックの殿堂入りを果たした。

## 彼らの音楽的な影響
ザ・キュアーが少年期に大きく影響を受けたのは、ビートルズ、 ジミ・ヘンドリックス、デヴィッド・ボウイ、 ニック・ドレイク、バズコックス、スージー・アンド・ザ・バンシーズ やジョイ・ディヴィジョン。

## メンバー

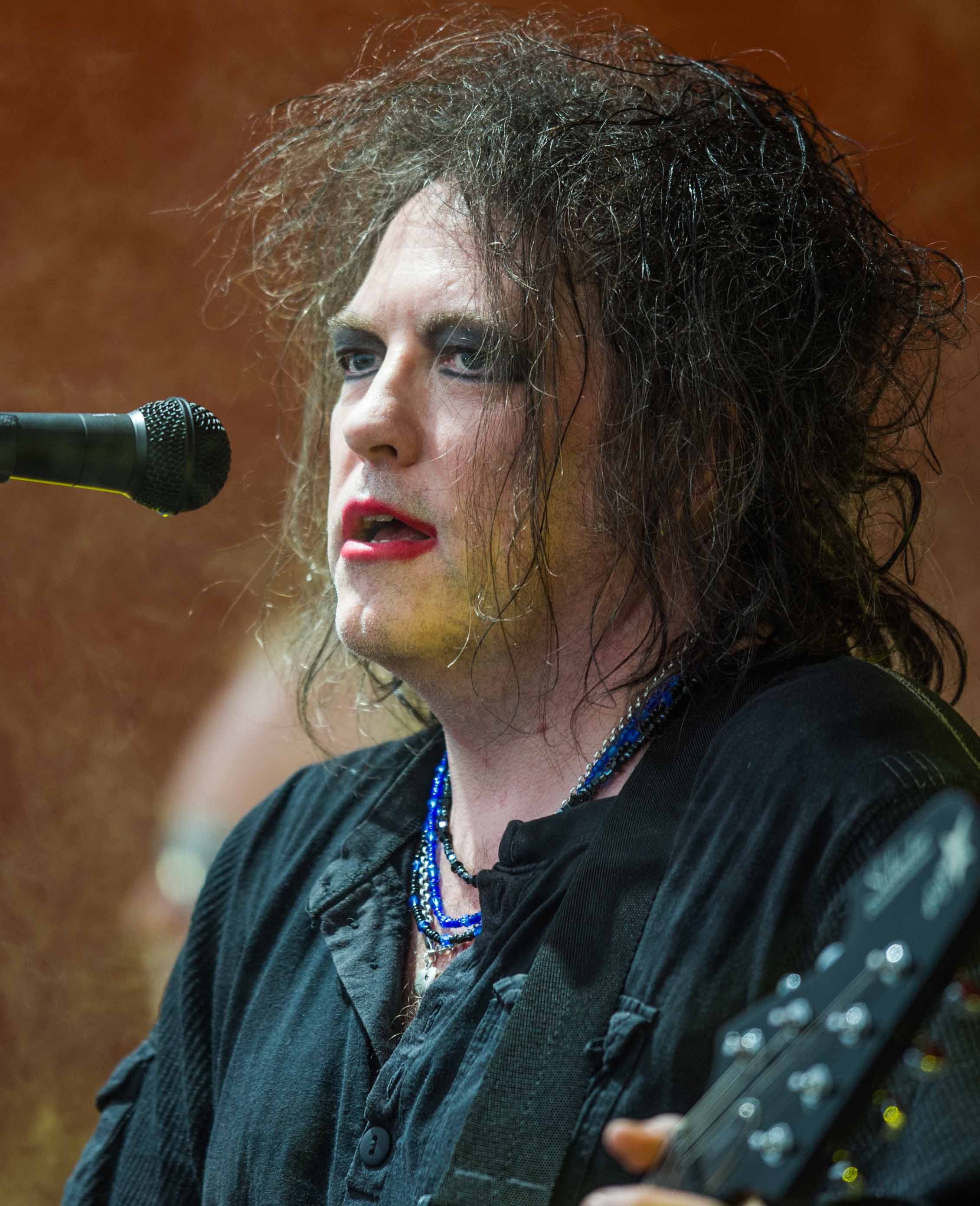
ロバート・スミス（2012年）

- ロバート・スミス（Robert Smith) - ボーカル、ギター、6弦ベース (1978年-）

バンドの創始者で中心人物。全ての楽曲の作詞と、大半の作曲を手掛ける。長年の恋人、メアリーと1989年に結婚、現在も仲睦まじく暮らしている。デビュー当時は繊細な文学青年風であったが、『ポルノグラフィー』の頃から変化し始め、1984年の「The Caterpillar」以降、ボサボサの髪、真っ黒なアイシャドウ、三白眼、真っ赤な口紅といった姿になった。また、1985年頃から太りだし、時々ダイエットしてはリバウンドで前より体重増を繰り返している。英国のカルト・ヒーローであり、その唯一無二な存在は、世界中にフォロワーを増やし続けている。
- サイモン・ギャラップ (Simon Gallup) - ベース（1979年-1982年、1984年-）

緊張感あるバンドサウンドの核とも言えるベーシスト。ロバートに次いで多くの作品のレコーディングに参加している。ストラングラーズのジャン＝ジャック・バーネルに影響を受けたというダイナミックなベースプレイが特徴。ロバートとは大の親友だが、一時期仲たがいをしてキュアーを離れ、Fools Danceに在籍していた。ルックスの良さは在籍メンバーの中でNo.1といわれる。ポップソングの作曲を得意とし、「Perfect Girl」（『キス・ミー、キス・ミー、キス・ミー』収録）や「High」（『ウィッシュ』収録）、「Mint Car」（『ワイルド・ムード・スウィングス』収録）は彼のペンによる。
- ロジャー・オドネル (Roger O'Donnell) - キーボード (1987年-1990年、1995年-2005年、2010年-)

Kiss Meツアーより加入。1990年にメンバーとの不仲が原因で脱退。1995年に復帰したが、2005年に再び脱退した。ロス・ロビンソンと合わなかったとの噂もある。アルコール問題などを抱え、また、そもそもキーボード演奏の技術的にも不安のあったロルに代わってライブやレコーディングを当初はサポートメンバー的な存在として支えていたが、ロル解雇の後のバンド黄金時代にはさらに能力を発揮した。『ディスインテグレーション』や『ブラッドフラワーズ』での、重厚かつ繊細なキーボード・プレイは彼ならでは。キュアー加入前後にはトンプソン・ツインズやベルリンなどでもシンセサイザー・キーボディストとして活躍していた。 ソロ活動も断続的に行っているが、2010年にはロバートに招かれ三度目の復帰を果たしている。
- ペリー・バモンテ (Perry Bamonte) - キーボード、ギター、6弦ベース (1990年-2005年、2022年-)

通称テディ。元はロバートのツアー・ギターローディー。ロジャー脱退に際しキーボード奏者として参加。1995年にロジャーが復帰すると晴れてギター担当となった。ポールの後釜ということで、そのテクニックに対し厳しい意見も聞かれたが、音楽に対する真摯な姿勢は好感を持たれていた。2005年に突然ロバートから解雇を宣告され、バンドを去った。2022年のツアーで17年振りの復帰を果たした。
- ジェイソン・クーパー (Jason Cooper) - ドラムス（1995年-）

ボリス脱退に際し、オーディションを経て加入。
- リーヴス・カブレルス (Reeves Gabrels) -ギター (2012年-)

ティン・マシーンのメンバーであり、デヴィッド・ボウイのレコーディング及びライブにおけるサポート・ギタリストとしても1980年代末～2000年代にかけて専属していた。アルバム『アースリング』に収録されているボウイとの共作「Dead Man Walking」は1997年のグラミー賞にノミネートされている。その他、ヒップホップ・グループのパブリック・エナミー、前衛ジャズ・バンドのメデスキ、マーティン・アンド・ウッド、ヘヴィメタル・バンドのハンマーフォールなど、ジャンル横断で様々なバンドやミュージシャンとも共演歴がある異色の経歴の持ち主。ロバートとは、ボウイの誕生パーティーで知り合っており、彼の多彩なギタープレイに感心したロバートからのオファーにより、1997年のキュアーのシングル「Wrong Number」での共作が行われた。2012年の夏ツアーからキュアーに参加。

### 歴代メンバー
- ポール・トンプソン (Porl Thompson) - ギター、キーボード、サックス（1976年-1978年、1983年-1993年、2005年-2011年）

前身バンド、イージー・キュアー時代からメンバーで、ロバートの義弟（妻がロバートの妹）。ギターのみならず、鍵盤楽器、管楽器を自在に操る。ジミー・ペイジを敬愛し、自身のギタープレイにも強い影響を受けているという。一時期キュアーを抜けてペイジ・プラントに在籍していたこともある。2005年から2度目の復帰を果たした。また、画家としても活動しており、CDのアートワークデザインも手掛けている。
- ローレンス・トルハースト (Laurence Tolhurst) - ドラムス、キーボード (1976年-1989年)

オリジナル・メンバー。通称ロル。ロバートとは6歳の時からの幼馴染。初めはドラムを担当していたが、アルバム『ポルノグラフィー』の制作を経て、ドラマーとしての限界を感じ、1983年にキーボードに転向。1989年に解雇されたが、その解雇を不当として、1993年にバンドを訴えた(結果は敗訴)。Presenceというバンドを経て、その後はロバートとも仲直りして、妻と共にLevinhurstというバンドで活動を行っている。
- マイケル・デンプシー (Michael Dempsey) - ベース (1978年-1979年)

オリジナル・メンバー、初代ベーシスト。『スリー・イマジナリー・ボーイズ』ではジミ・ヘンドリックスのカバー曲、「Foxy Lady」でメインボーカルを取っている。
- マシュー・ハートリー (Matthieu Hartley) - キーボード (1979年-1980年)

セカンド・アルバム『セブンティーン・セコンズ』における淡い色彩表現に一役買った。
- フィル・ソーナリー (Phil Thornally)- ベース (1983年-1984年)

「The Lovecats」～『ザ・トップ』期のベーシスト。『ポルノグラフィー』のプロデューサーでもある。1988年-1992年、ジョニー・ヘイツ・ジャズにボーカルとして加入。
- アンディ・アンダーソン (Andy Anderson) - ドラムス (1983年-1984年)

『ザ・トップ』期のドラマーだったが、来日の際に飲酒が原因でトラブルを起こし、解雇された。2019年死去。
- ボリス・ウィリアムス (Boris Williams) - ドラムス、パーカッション (1984年-1994年）

バンドの黄金期を支えたドラマー。恋人であるCaroline Crawleyとのバンド・Babacarの活動のため、キュアーを脱退した。脱退後も『グレイテスト・ヒッツ』のアコースティック・セッションに参加したりと、友好的な関係を続けている。

## サイドプロジェクト
- Cult Hero (1979年)

フランク・ベルという人物をフロントに据えた、キュアーの変名バンド。ロバート、サイモン、ロル、ポールに加え、マイケル・デンプシー、マシュー・ハートリー、ロバートの妹・ジャネット、マーガレットまでもが参加した。唯一のシングル「I'm a Cult Hero」が1979年にリリースされている。
- ザ・グローヴ (1983年)

ロバートとスージー・アンド・ザ・バンシーズのベーシスト・スティーヴ・セヴェリンとのプロジェクト。ドラムでアンディ・アンダーソンが参加している。1983年に、唯一のアルバム『ブルー・サンシャイン』がリリースされた。

## ディスコグラフィ

### スタジオ・アルバム
- 『スリー・イマジナリー・ボーイズ』 - Three Imaginary Boys (1979年)
- 『セブンティーン・セコンズ』 - Seventeen Seconds (1980年)
- 『フェイス (信仰)』 - Faith (1981年) [注釈 6]
- 『ポルノグラフィー』 - Pornography (1982年)
- 『ザ・トップ』 - The Top (1984年)
- 『ザ・ヘッド・オン・ザ・ドアー』 - The Head On The Door (1985年)
- 『キス・ミー、キス・ミー、キス・ミー』 - Kiss Me, Kiss Me, Kiss Me (1987年)
- 『ディスインテグレーション』 - Disintegration (1989年)
- 『ウィッシュ』 - Wish (1992年)
- 『ワイルド・ムード・スウィングス』 - Wild Mood Swings (1996年)
- 『ブラッドフラワーズ』 - Bloodflowers (2000年)
- 『ザ・キュアー』 - The Cure (2004年) ※DVD付きデラックスエディションあり
- 『4:13 ドリーム』 - 4:13 Dream (2008年)

### ライブ・アルバム
- 『コンサート〜ザ・キュアー・ライヴ』 - Concert - The Cure Live (1984年) [注釈 7]
- 『エントリート』 - Entreat (1991年)[注釈 8]
- 『ショウ』 - Show (1993年)
- 『パリス』 - Paris (1993年)
- Five Swing Live (1997年) ※ネット販売のみ

### コンピレーション・アルバム
- 『ボーイズ・ドント・クライ』 - Boys Don't Cry (1980年) ※元はUSのみ
- Happily Ever After (1981年) ※USのみ
- 『日本人の囁き』 - Japanese Whispers (1983年)
- Standing On A Beach - The Singles (1986年)
- 『ステアリング・アット・ザ・シー〜ザ・シングルズ』 - Staring At The Sea - The Singles (1986年)
- 『ミックスト・アップ』 - Mixed Up (1990年)[注釈 9]
- Lost Wishes (1993年) ※ネット販売のみ
- 『ガロア〜ザ・シングルズ1987-1997』 - Galore (1998年)
- 『グレイテスト・ヒッツ』 - Greatest Hits (2001年)
- 『ジョイン・ザ・ドッツ〜キュアー・レア・ボックス』 - Join The Dots - Sides and Rarities, 1978-2001 The Fiction Yeras (2004年)
- 4Play (2006年) ※iTunesでの販売
- Hypnagogic States (2008年)

### シングル
- "Killing an Arab" (1979年)
- "Boys Don't Cry" (1979年)
- "Jumping Someone Else's Train" (1980年)
- "A Forest" (1980年)
- "Primary" (1981年)
- "Charlotte Sometimes" (1981年)
- "The Hanging Garden" (1982年)
- "Let's Go To Bed" (1983年)
- "The Walk" (1983年)
- 「ザ・ラヴキャッツ」 - "The Lovecats" (1983年)
- 「ザ・キャタピラー」 - "The Caterpillar" (1984年)
- 「インビトウィーン・デイズ」 - "Inbetween Days" (1985年)
- 「クロース・トゥ・ミー」 - "Close to Me" (1985年)
- "Half an Octopuss" (1986年)
- "Quadpus" (1986年) ※USのみ
- 「ボーイズ・ドント・クライ」 - "Boys Don't Cry(New Voice New Mix)" (1986年)
- 「ホワイ・キャント・アイ・ビー・ユー」 - "Why Can't I Be You?" (1987年) [注釈 10]
- 「キャッチ」 - "Catch" (1987年)[注釈 11]
- "Just Like Heaven" (1987年)
- "Hot Hot Hot!!!" '(1988年)
- "Lullaby" (1989年)
- "Fascination Street" (1989年) ※USのみ
- "Lovesong" (1989年)
- "Pictures Of You" (1990年)
- 「ネヴァー・イナフ」 - "Never Enough" (1990年)
- "Close To Me (Closet Mix)" (1990年)
- 「ハイ」 - "High" (1992年)
- 「フライデイ・アイム・イン・ラヴ」 - "Friday I'm In Love" (1992年)
- 「ア・レター・トゥ・エリーズ」 - "A Letter To Elise" (1992年)
- "Side show" (1993年) ※USのみ
- 「ザ・サーティーンス」 - "The 13th" (1996年)
- "Mint Car" (1996年)
- "Gone!" (1996年)
- "Strange Attraction" (1996年) ※USのみ
- "Wrong Number" (1997年)
- "Cut Here" カット・ヒア (2001年)
- "Just Say Yes" (2001年)
- 「ジ・エンド・オブ・ザ・ワールド」 - "The End Of The World" (2004年)
- "Alt.end" (2004年)
- "Taking Off" (2004年)
- "The Only One" (2008年)
- "Freakshow" (2008年)
- "Sleep When I'm Dead" (2008年)
- "The Perfect Boy" (2008年)

### 映像作品
- 『ライヴ・イン・ジャパン』 - The Cure Live In Japan (1985年) ※日本のみ
- 『ティーパーティー』 - The Cure Tea Party (1985年) ※日本のみ
- 『ステアリング・アット・ザ・シー』 - Staring At The Sea - The Images (1986年)
- 『ライヴ・イン・オランジュ』 - The Cure In Orange (1988年)
- 『ピクチャー・ショウ』 - Picture Show (1991年)
- 『プレイアウト』 - The Cure Play Out (1992年)
- 『ショウ』 - Show (1993年)
- 『ガロア〜ビデオズ1987-1997』 - Galore The Videos 1987-1997 (1998年)
- 『グレイテスト・ヒッツ』 - Greatest Hits (2001年) ※CD付き限定版<デラックス・サウンド+ヴィジョン>あり
- 『トリロジー・ライヴ』 - Trilogy (2003年)
- 『フェスティバル 2005』 - Festival 2005 (2006年)

### その他の楽曲提供
- Purple Haze (Stone Free: A Tribute to Jimi Hendrix) (1993年)
- Burn (The Crow: Original Motion Picture Soundtrack) (1994年)
- Dredd Song (Judge Dredd: Original Motion Picture Soundtrack) (1995年)
- More Than This (The X-Files: The Album - Fight The Future) (1998年)
- World in My Eyes (For The Masses: An Album of Depeche Mode Songs) (1998年)
- The Dragon Hunters Song (Dragon Hunters) (2004年)
- Love (Make Some Noise, Amnesty International) (2005年)

## 日本公演
- 1984年

10月15日 大阪サンケイホール、16日,17日 中野サンプラザ
- 2007年 FUJI ROCK FESTIVAL 07
- 2013年 FUJI ROCK FESTIVAL 13
- 2019年 FUJI ROCK FESTIVAL 19 ※ベースのサイモン・ギャラップの「深刻な個人的事情」により、息子のエデンが急遽出演した。